# Pseudoeryx
Pseudoeryx is een geslacht van slangen uit de familie toornslangachtigen (Colubridae) en de onderfamilie Dipsadinae.

## Naam en indeling
De wetenschappelijke naam van de groep werd voor het eerst voorgesteld door Leopold Fitzinger in 1826. Er worden twee soorten in het geslacht geplaatst, inclusief de soort Pseudoeryx relictualis, die in 2007 voor het eerst werd beschreven.

## Verspreiding en habitat
Beide soorten komen voor in delen van Zuid-Amerika en leven in de landen Colombia, Venezuela, Ecuador, Peru, Guyana, Suriname, Frans-Guyana, Bolivia, Paraguay, Argentinië en Brazilië. De habitat bestaat uit vochtige tropische en subtropische bossen, draslanden en savanne.

## Beschermingsstatus
Door de internationale natuurbeschermingsorganisatie IUCN is aan beide soorten een beschermingsstatus toegewezen. Een soort wordt beschouwd als
'veilig' (Least Concern of LC) en een soort als 'kwetsbaar' (Vulnerable of VU).

## Soorten
Het geslacht omvat de volgende soorten, met de auteur en het verspreidingsgebied.
| Naam                   | Auteur                                                | Verspreidingsgebied                                                                                         | Beschermingsstatus |
| ---------------------- | ----------------------------------------------------- | --- | ------------------ |
| Pseudoeryx plicatilis  | Linnaeus, 1758                                        | Colombia, Venezuela, Ecuador, Peru, Guyana, Suriname, Frans-Guyana, Bolivia, Paraguay, Argentinië, Brazilië |                    |
| Pseudoeryx relictualis | Schargel, Fuenmayor, Barros, Péfaur & Navarrete, 2007 | Venezuela                                                                                                   |                    |